# Châteauneuf (Saona i Loara)
Châteauneuf – miejscowość i gmina we Francji, w regionie Burgundia-Franche-Comté, w departamencie Saona i Loara.
Według danych na rok 1990 gminę zamieszkiwało 110 osób, a gęstość zaludnienia wynosiła 82 osoby/km² (wśród 2044 gmin Burgundii Châteauneuf plasuje się na 800. miejscu pod względem liczby ludności, natomiast pod względem powierzchni na miejscu 1364.).